# KernelEx
KernelEx (původně Kernel Update Project) je rozšíření kernel32.dll a jiných knihoven systémů Windows 98/98SE a Windows ME, umožňující spouštět novější programy určené pro Windows 2000 a XP. S tímto rozšířením lze provozovat například Firefox 3, OpenOffice 3.0 či Adobe Photoshop. Seznam zprovozněných programů a návody k rozšíření KernelEx naleznete jednak na českých stránkách neoficiální podpory pro win9x Winpack.org nebo na diskuzním foru MSFN.ORG.
Ukázka volby kompatibility u Firefoxu 3.5 směrem "nahoru" u win9x: https://web.archive.org/web/20111117162729/http://www.winpack.org/image/kernelEx4.jpg
Rozšíření KernelEx lze spolehlivě rovněž odinstalovat (při instalaci si KernelEx vytváří stínové kopie původních souborů), rozšíření je universální pro veškeré jazykové verze Windows 98 a Windows Me vč. českých a slovenských verzí.